# 佐伯尚美
佐伯 尚美（さえき なおみ、男性、1929年4月29日 - 2018年2月11日）は、日本の農業経済学者。東京大学名誉教授。

## 略歴
樺太生まれ。1954年東京大学経済学部卒、1961年同大学院応用経済専攻博士課程修了、「日本農業金融史論」で経済学博士。1961年農林中央金庫調査部、1966年立正大学経済学部助教授、1968年東大経済学部助教授、教授、1990年定年退官、名誉教授、新潟大学経済学部教授となり、1995年退任、日本農業研究所研究員、理事を務めた。叙従四位、瑞宝中綬章受章。

## 著書
- 『現代日本農業の解明』現代思潮社 1961
- 『日本農業金融史論』御茶の水書房 1963
- 『現代の経済 第6　農業革命 わきおこる日本農業の新しい波』河出書房新社 1964
- 『転機に立つ農協 その構造問題』家の光協会 1966
- 『新しい農協論』家の光協会 1972
- 『現代農業と農民』(UP選書)東京大学出版会 1976
- 『日本農業金融史論』御茶の水書房 1982
- 『米流通システム 流通としての食管制度』東京大学出版会 1986
- 『食管制度 変質と再編』東京大学出版会 1987
- 『農業経済学講義』東京大学出版会 1989
- 『ガットと日本農業』東京大学出版会 1990
- 『農協改革』家の光協会 1993
- 『住専と農協』農林統計協会 1997
- 『米政策改革』農林統計協会 2005
- 『米政策の終焉』農林統計出版 2009

### 共編著
- 『日本経済研究入門』柴垣和夫共編 東京大学出版会 1972
- 『日本の土地問題』小宮隆太郎共編 (東京大学産業経済研究叢書) 東京大学出版会 1972
- 『農協金融の新方向』永田正造,鈴木博共著 家の光協会 1973
- 『マルクス経済学の現代的課題』侘美光彦,石川経夫共編 (東京大学産業経済研究叢書)東京大学出版会 1981
- 『転換期の食管・コメの流通変革 コメ小売業の地殻変動』編 御茶の水書房 1987
- 『食管制度と生協 コメ産直の展開』編 御茶の水書房 1988
- 『日本の米を考える』全4巻 大内力共編 家の光協会 1995-1996
- 『酪農生産の基礎構造』生源寺真一共編著 農林統計協会 1995

## 論文
- <佐伯尚美